# プラン (俳優)
プラン・クリシャン・シカンド（Pran Krishan Sikand　1920年2月12日-2013年7月12日） は、プランという名で通称されるインドの俳優で、1940年代から1990年代のヒンディー映画史上最も偉大な悪役として知られている。インド映画史上最も成功し尊敬されている大御所俳優の1人であり、その当時最もギャラの高い俳優の一人でもあった。
1940-1947年まで主人公側のヒーロー役を、1942-1991年まで悪役を演じ、脇役や個性的な配役を1967-2007年まで演じた。特に1950年代と1960年代が悪役としての絶頂期だった。プランは、インド映画で初めて本当に「悪」を具現化した、インド映画での悪人役の端緒である。悪徳な登場人物という画面上における彼の演技描写の強烈さは、1950年代・60年代それ以降も、インド人が子供に「プラン」と名付けるのを止めてしまうほどの影響力だった。
長年の多作な経歴の中で、プランは362本以上の映画に出演した。 彼はその経歴において多くの賞と栄誉を授与している。1967年と1969年と1972年にフィルムフェア賞助演男優賞を受賞し、1997年にフィルムフェア 特別功労賞を受賞した。2000年には「千年に1人の悪役」としてスターダスト賞を受賞した。インド政府は2001年に彼の芸術への貢献をパドマ・ブーシャン勲章で称えた。2013年には、インド政府より映画関係者の最高国家賞であるダーダーサーヘブ・パールケー賞を受賞した。2010年には、CNNの史上最も素晴らしいアジアの俳優25人に選出された。
2013年7月12日、長期にわたる闘病の末ムンバイの病院(Lilavati Hospital)で死去、享年93歳だった。

## 生い立ちと学歴
1920年2月12日に、プランはBallimaranというデリーの旧市街地でパンジャーブ人の裕福な家庭に生まれた。父親のケワル・クリシャン・シカンドは土木技師で政府の土木請負業者、母親の名前はラメシュワリだった。プランは7人兄弟姉妹（男3,女4）の1人だった。
プランは特に数学で学業優秀だった。父親が転勤の多い仕事だったため、プランはデーラドゥン、カプールタラー、メーラト、ウッタル・プラデーシュ州ほか様々な場所で学び、最終的にラームプルの学校で大学入学資格を修了した。その後、デリーのA. Das & Co.に入社してプロの写真家になった。彼はシムラー (インド)に出掛けた際、現地の「ラーム・リーラー」の舞台でシーターを演じた。この劇でラーマ役に就いたのがマダン・プリだった。

## 俳優経歴

### 初期(1940-1967)
プランは、ラホールで脚本作家ワリ・モハマドと偶然会ったのが縁で、ダルスフ・ M・パンチョリのパンジャブ映画『Yamla Jat』(1940)で初めて役を貰った。1941年には映画『Chaudhary』と『Khajanchi』で端役が続いた。パンチョリは再び『Khandaan』(1942)で彼を演者に加え、これがプラン最初のヒンディー語映画だった。そこでは恋愛の主人公役として登場し、その相手役は『Yamla Jat』で子役として共演していたノール・ジェハンだった。
プランは、1942-1946年にかけてラホールで映画22本に出演し、1947年までに18作が公開された。1947年の印パ分断のため、彼の経歴には少し空白がある。1944-1947年までの出演映画は分断前のインドで制作されたが、『Taraash』 (1951) と『Khanabadosh』 (1952)は分断後にパキスタンだけで公開された。彼はラホールを去ってボンベイに到着した。数ヶ月間は他の仕事をしながら演技の機会を探し、8ヶ月間ホテルで働いた後の1948年に演じる機会を得た。
作家サアダト (Saadat Hasan Manto) と俳優シャーム (Shyam (actor)) の助力を得て、シャヒード・ラティフ監督の映画『Ziddi』に出演した。この映画がボンベイでのプランの俳優経歴の始まりだった。1950年までに、彼はヒンディー映画で徐々に悪役の第一人者としての立場を確立していった。『Ziddi』の好評から一週間と経たずに、彼は三本の映画契約に署名した。それまでに、最初のマネージャー役だったワリ・モハマドがボンベイに来てプロデューサーとなり、有名な映画スタジオに事務所を構えた。1940年代には、映画『Grihasti』や『Khandaan』から派生した、彼を登場させた恋愛デュエット曲「Tere Naaz Uthane Ko Jee Chahta Hai」も人気を博した。1950年代における『Sheesh Mahal』(1950)での対話、『Adalat』(1958)での一連の変装、『Jashan 』(1955)での親密な吸血鬼との関係といった表現方法は、彼の多芸さを披露するものだった。
悪役として、プランが最初に成功した映画は『Ziddi』と『Putli』(1949)だった。彼のトレードマークである煙草の煙を輪にして噴く姿は、後者で初めて登場した。1950年代と60年代には、定期的に映画の悪玉ボスや嫌な登場人物の役が彼に打診された。1950年代以降はナナバーイ・バット、I・S・ジョーハル、ビマル・ロイなどの監督が繰り返し彼を出演させた。同じく1960年代は、シャクティ・サマンタ、ブハッピ・ソニエ、K・アマーナス、ナシール・フセインといった監督たちの意欲作品に頻繁に出演した。1970年代には、助演男優の中でプランにはギャラ最高額が要求された(1968-1982)にもかかわらず、若い新人監督やプロデューサーが彼を映画に出演させた。
プランの悪者役としての演技は、特にディリープ・クマール、デーヴ・アーナンド、ラージ・カプールが主役の映画で高く評価された。彼を主役側にした映画『Pilpili Saheb』 (1954) や『Halaku』(1956)も大ヒットした。他ジャンルでもアクション満載のスリラーから歴史ものや社会派作品、軽い恋愛系映画にまで出演した。
1960年代から1970年代初頭にかけて、彼は40代にも関わらず映画では25-30歳の登場人物として重要な役を演じ続けた。1950年代初頭から1970年代初頭にかけて、プランは頻繁に悪役を演じて特に評判を得た。1964年以降は『Pooja Ke Phool』と『 Kashmir Ki Kali』で、彼は自身の悪漢な役柄にコミカルな側面をもたらした。若い主人公ヒーロー役が世代交代していく中、プランは彼の役柄を続けた。1948年に始まったデヴ・アナンドとの交際は1970年代1980年代まで続き、その間も二人の映画作品が製作され続けた。
プランは1950年代から60年代にかけて、キショール・クマールやマフムード・アリが主役を演じるコメディ映画で役を演じた。

### 後年の経歴(1967-引退)
1960年代後半、プランはマノージュ・クマールの映画『Upkar』(1967)で歴戦の戦争英雄Malang Chachaを演じた。この映画で、プランは同情的な役柄を演じて、自身初となるフィルムフェア賞を受賞した。クマールは、他の映画作品でも重要な役にプランを登用し続けた。
1967年以降、彼はアシム・バネルジーの『Sonai Dighe』（ジョイ・ムケルジー主演）を皮切りにベンガル映画にも出演した。
プランは幾つかの脇役を演じて、悪役としての自身のイメージを個性派俳優のそれに転換した。1969年以降は幾つかの映画で主役を務めた。
プランとアショーク・クマールは、職場と現実生活で非常に親しい友人だった。彼らは1951-1987年にかけて『Afsana 』(1951)を皮切りに27本の映画で共演した。
1969年から1982年にかけて、ボリウッドで最もギャラの高い俳優の一人がプランだった 。彼は映画『 Aurat』(1967年)でパドミニの相方として主役を演じ、ここでラジェシュ・カーナは脇役だった。プランとカーナは他にも5作品で共演した。1973年、彼は『Zanjeer』のVijayという配役（以前デヴ・アナンドとダルメンドラに提供された役）にアミターブ・バッチャンを推薦し、その風貌が好評を博した。プランは、他にも約14本の映画でバッチャンと共演した。
1971-1992年にかけて、プランは様々な映画で敵役や悪役として登場した。『Khoon Ka Rishta』『 Insaaf 』『Jangal Mein Mangal』では二役を演じた
1991年には『Lakshmanrekha』を制作、これは彼が唯一ボリウッドで制作した映画で、自身もKishan Lal Sharma役を演じた

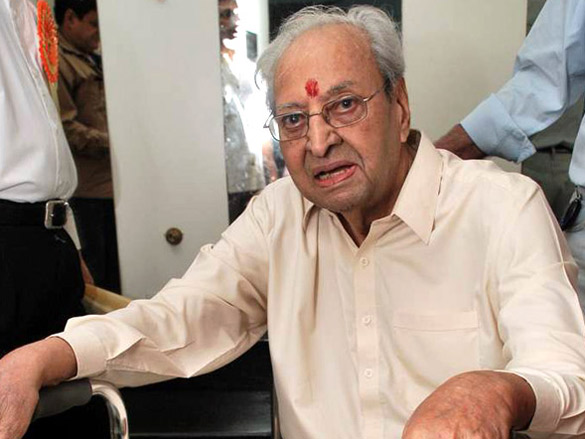
90歳の誕生日を迎えたプラン（2010年）

1998年、78歳の時にプランは心臓発作を起こし、その後は加齢に伴う問題のため映画のオファーを拒否し始めた。しかし1990年代、アミターブ・バッチャンが故郷の作品『Tere Mere Sapne』 (1996) と『Mrityudata』(1997)で役を演じるようプランに要請した。プランは、自身の経歴における困難な時期でもバッチャンを助けるべく例外的にこれらを演じた。1997年に『Mrityudaata』でプランの演じた人物は、現実生活で彼の震える足を補うために変更され、『Tere Mere Sapne』での登場場面は彼を座らせて撮影された。2000年以降のゲスト出演は殆ど無かった。

## 私生活
プランは1945年にシュクラ・アールワリアと結婚し、アービンドとスニル・シカンドという息子2人とピンキーという娘がいる。

## 病気と死
2013年7月12日にムンバイのリラヴァティ病院で治療を受け、死亡した。彼は健康を損ねて直近数ヶ月で数回入院しており、いつの頃からか肺炎と闘っていた。プランの死は政治家や仲間の芸能人に広く注目され、首相のマンモハン・シンも彼の死に哀悼の意を表した。大御所俳優のアミターブ・バッチャンは、彼を映画業界の「偉大な柱」と呼んで、彼の死に対する思いをツイートした。

## 後世
プランはヒンディー映画で60年の経歴を持つ、同業界で最も有名な俳優の一人である。彼の悪役な演技のせいで、人々が子供に「プラン」と名付けるのをやめてしまうほどの効果があったと言われているが、一方で業界は彼を「プラン閣下(Pran Sahab)」と呼ぶようになった 。彼のお気に入りの台詞「Barkhurdaar」は非常に人気を博した。
2000年、映画記者のバニー・ルーベンが『...and Pran』という題名でプランの伝記を執筆した。この書籍名は、出演映画の大半で彼の名前が他全ての俳優の後に..and Pranとクレジット表記された事が由来となっている。彼の伝記『...and Pran』は、そのようにクレジット表記（...and Pran又は...above all, Pran）された彼の映画350作のうち約250作に敬意を表したものである。
2012年に、バンドラにある水辺の遊歩道「レジェンド・ウォーク」に手型が設けられた

## 出演映画
長年の役者経歴で、プランは362本以上の映画に出演した。彼はKhandaan (1942), Pilpili Saheb (1954) , Halaku (1956)などの作品で主役を演じた。また彼はMadhumati (1958), Jis Desh Mein Ganga Behti Hai (1960), Upkar (1967), Shaheed (1965), Purab Aur Paschim (1970), Ram Aur Shyam (1967), Aansoo Ban Gaye Phool (1969), Johny Mera Naam (1970), Victoria No. 203 (1972), Be-Imaan (1972), Zanjeer (1973), Don (1978), Amar Akbar Anthony (1977), Duniya (1984)での役で知られている。

## 賞と栄誉

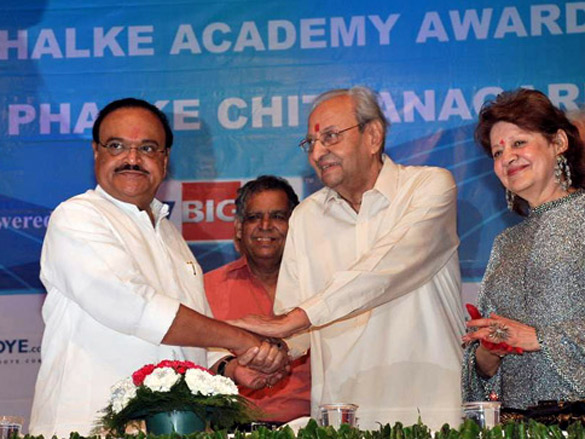
2010年のダーダーサーハバ・パールケー賞で、プランが当時のマハラシュトラ州副首相（左）からの歓待を受けている様子

プランは、悪漢役の演技描写で賞を受賞している。彼は 『Upkar』『Aansoo Ban Gaye Phool 』『Be-Imaan』でフィルムフェア賞の助演男優部門を3度受賞している。しかし、三度目の1973年では『Be-Imaan』に最優秀音楽賞の価値はなく他の作品(Pakeezah)になるべきだと主張し、賞の受け取りを拒否した。彼はベンガル映画記者協会賞の助演部門も3度受賞した。
インド映画への多大な貢献により、プリンはフィルムフェア賞、スター・スクリーン・アワード、ジー・シネ・アワードなどで特別功労賞を受賞している。2001年、インド政府はパドマ・ブーシャン勲章を彼に授与した。2013年4月には、インド政府によるインド映画の最も権威ある賞ことダーダーサーヘブ・パールケー賞の受賞者に選出された。この賞は、映画業界における生涯の功績を理由に第60回国家映画賞で彼に贈られた。 彼はこの2013年5月のアワードに出席できず、代わりに情報放送大臣 がムンバイにあるプランの自宅に出向いて賞を贈呈した。多くの業界関係者が彼を祝福し、アミターブ・バッチャンは彼のことを「インド映画業界の大黒柱」と称した。

### 民間人賞
2001 - パドマ・ブーシャン勲章。インドで3番目に高い民間人賞

### 国家映画賞
2013 - ダーダーサーヘブ・パールケー賞。インド政府より贈られる特別功労賞で、映画アーティストに対するインド最高位の国民的な賞

### フィルムフェア賞
- 1967 - 助演男優部門:『Upkar』[35]
- 1969 - 助演男優部門:『Aansoo Ban Gaye Phool 』[35]
- 1972 - 助演男優部門:『Be-Imaan』[35]
- 1997 - 特別賞[35]

### ベンガル映画記者協会賞
- 1961 - 最優秀助演男優賞: 『Jis Desh Men Ganga Behti Hai』[40]
- 1966 - 最優秀助演男優賞: 『Shaheed』[41]
- 1973 - 最優秀助演男優賞: 『Zanjeer』[42]

### その他の賞や認定
- 2000 - スター・スクリーン・アワード特別功労賞[35]
- 2000 - ジー・シネ・アワード 生涯功労賞[13][35]
- 2000 - スターダスト・アワードによる「千年に1人の悪役」[11][35]
- 2004 - ラージ・カプール生涯功労賞（英語版）[11]